# Édouard Hentsch
Édouard Hentsch (Ginevra, 10 luglio 1829 – 10 ottobre 1892) è stato un banchiere svizzero.

## Biografia
Édouard Hentsch discende da una famiglia di banchieri svizzeri. Nel 1852 si stabilisce a Londra per lavorare nel settore bancario, dopodiché a 25 anni si trasferisce in Francia dove diventa prima associato e amministratore della "Haute Banque Hentsch Frères et Cie" creata da suo nonno, Henri Hentsch nel 1806 e stabilitasi a Parigi dal 1813. Fin da questi primi anni affianca la sua attività nell'ambito delle istituzioni finanziarie al suo interessa per il mondo dell'imprenditoria e partecipa alla creazione della "Compagnie de chemein de fer".
Nel 1863 partecipa insieme a Alphonse Pinard alla creazione della Banque de crédit et de dépôt des Pays-Bas" creata da Louis-Raphaël Bischoffsheim di cui diventa membro del comitato direttivo per la filiale di Parigi. L'anno seguente, nel 1864, partecipa alla greazione della Société générale.
Nel 1872, in occasione della nascita della "Banque de paris et des Pays-Bas" Paribas, dovuta alla fusione della "Banque de Crédit et de Dépôts des Pays-Bas" e della "Banque de Paris", viene nominato amministratore del nuovo istituto finanziario.
Nel 1874 diventa presidente del Comptoir national d'escompte de Paris orientando l'istituto, che versava in una cattiva situazione finanziaria, a una funzione di "banca d'affari".
Negli anni 1880 la depressione economica colpisce il Comptoir, molte delle sue agenzie sono trasformate in semplici uffici di rappresentanza e nel 1889, a causa di speculazioni troppo rischiose, l'istituto chiude, distruggendo la reputazione di Édouard Hentsch. Morià in rovina tre anni dopo nel 1892, all'età di 63 anni.
Durante la sua lunga carriera sarà anche nominato con Alfred André amministratore della Société des eaux minérales d'Évian. Dal 1875 al 1889 ricoprirà anche la carica di presidente della Banque de l'Indochine.
È il cugino di Charles Hentsch, che partecipò alla creazione del Crédit lyonnais.